# Статті Асакури Такакаґе
Статті Асакури Такакаґе (яп. 朝倉孝景条々, あさくらたかかけじょうじょう, асакура такакаґе дзьодзьо ) — японське сімейне повчання роду Асакура, складене у період Сенґоку.

## Короткі відомості
Авторство «Статей» традиційно приписують Асакурі Такакаґе, 7-му голові роду Асакура. Виходячи з цього їх появу датують 1471—1481 роками. Кількість статей різниться залежно від списків. У одних варіантах це 16 статей, у інших — 17.
«Статті» укладені у вигляді інструкції, положень-законів головам роду Асакура, щодо вірного керування підконтрольними територіями, а саме провінцією Етідзен. Серед основних тем згадуються:
- Переселення васалів до резиденції Асакура для профілактики бунтів підлеглих;
- Кадрова політика і наймання нових людей на службу для профілактики корупції старих;
- Поступове нарощування військової сили для підтримання обороноздатності;
- Заоохочення розвитку мистецтв для ствердження авторитету влади;
- Дотримання скромності і ощадливості для нормального розвитку господарства;
- Організація справедливих судів для підтримання престижу роду;
- Ліквідація замків у підконтрольних володіннях окрім родової резиденції для профілактики заколотів[3].